# Революционна работническа партия (Турция)
Революционната работническа партия (на турски: Devrimci İşçi Partisi, DİP) е троцкистка и интернационалистка социалистическа политическа партия в Турция. Основана е на 15 юни 2006 г. Председател на партията е Сунгур Савран.
През февруари 2014 г. партията оказва политическата защита на един от членовете си в Анталия.